# Eberhard Weber
Eberhard Weber (født 22 januar 1940 i Stuttgart, Tyskland) er en tysk bassist og komponist.
Weber er i tone og stil et af pladeselskabet ECM´s varemærker. Han er kendt for sin store lyriske tone, og lyd på bassen. Han har indspillet med egne ensembler og grupper igennem tiden, men har også spillet med bl.a. Jan Garbarek, Ralph Towner, Jon Christensen, Pat Metheney, Paul Mccandless, Bill Frisell, Charlie Mariano, Marilyn Mazur og Gary Peacock.
Han har indspillet med kammerorkestre og symfoniorkestre, og lavet soloindspilninger kun med sig selv på bas.

## Udvalgt Diskografi

### i eget navn
- The Colours of Chloë
- Yellow Fields
- The Following Morning
- Silent Feet
- Fluid Rustle
- Little Movements
- Later That Evening
- Chorus
- Orchestra
- Pendulum
- Endless Days
- Stages Of A Long Journey

### med andre kunstnere
- Ring – Gary Burton
- Solstice – Ralph Towner
- WaterColors – Pat Metheney
- Hamp´s Piano – Hampton Hawes
- Legend Of The Seven Dreams – Jan Garbarek
- Dreaming – Kate Bush